# Жасмин (Дисней)
Принцесса Жасми́н (англ. Princess Jasmine, араб. لاميرة ياسمين‎) — одна из главных героинь диснеевского мультфильма «Аладдин» и его продолжений, снятых по мотивам арабских сказок.
Жасмин является принцессой вымышленного арабского королевства Аграба и возлюбленной Аладдина. У неё длинные волнистые густые чёрные волосы и тёмно-карие глаза.
Принцесса носит достаточно откровенный наряд: голубой лифчик, шаровары и туфли. На шее девушка носит золотое ожерелье, на голове голубая тиара, украшенная драгоценным камнем синего цвета (предположительно, сапфир), большие золотые серьги в ушах.
Жасмин является шестой диснеевской принцессой и первой героиней неевропейского и единственной арабского происхождения в этом списке.
Жасмин является первой официальной диснеевской принцессой, которая является не главным персонажем в мультфильме, где она впервые появилась, взяв на себя второстепенную роль любовного интереса.

## Создание персонажа

### Дизайн
Созданием Жасмин занимался аниматор Марк Хенн. По словам самого Хенна, однажды он увидел молодую посетительницу Диснейленда с длинными и плавными чёрными волосами, чья внешность послужила вдохновением для образа Жасмин. Также Хенн утверждал, что черты лица героини были основаны на фотографии его сестры Бет. Также прообразом для Жасмин стала актриса Дженнифер Коннелли.

### Озвучивание
Линда Ларкин сопровождала подругу, которая прослушивалась на роль Жасмин, и тоже решила пройти пробы, после прочтения сценария подумав «Это всё так волшебно». Она была выбрана на роль спустя девять месяцев, и ей пришлось скорректировать свой голос, чтобы соответствовать тому, что создатели фильма хотели для Жасмин — обычный голос Ларкин показался им слишком высоким и звучащим слишком молодо, хотя Ларкин была на пять лет старше Скотта Уэйнджера, озвучивающего Аладдина. Для вокальных номеров Жасмин была выбрана певица Леа Салонга.

В русском дубляже Жасмин озвучивали Евгения Игумнова (все полнометражные части «Аладдина», частично включая мультсериал; дубляж студии «Невафильм»), Жанна Никонова (в мультсериале «Аладдин»; дубляж СВ-Дубль, 1996 год), певица Зара (в мультфильме «Ральф против интернета»; дубляж Невафильм, 2018 год) и Ксения Рассомахина (в фильме «Алладин»; дубляж студии «Невафильм», 2019 год).

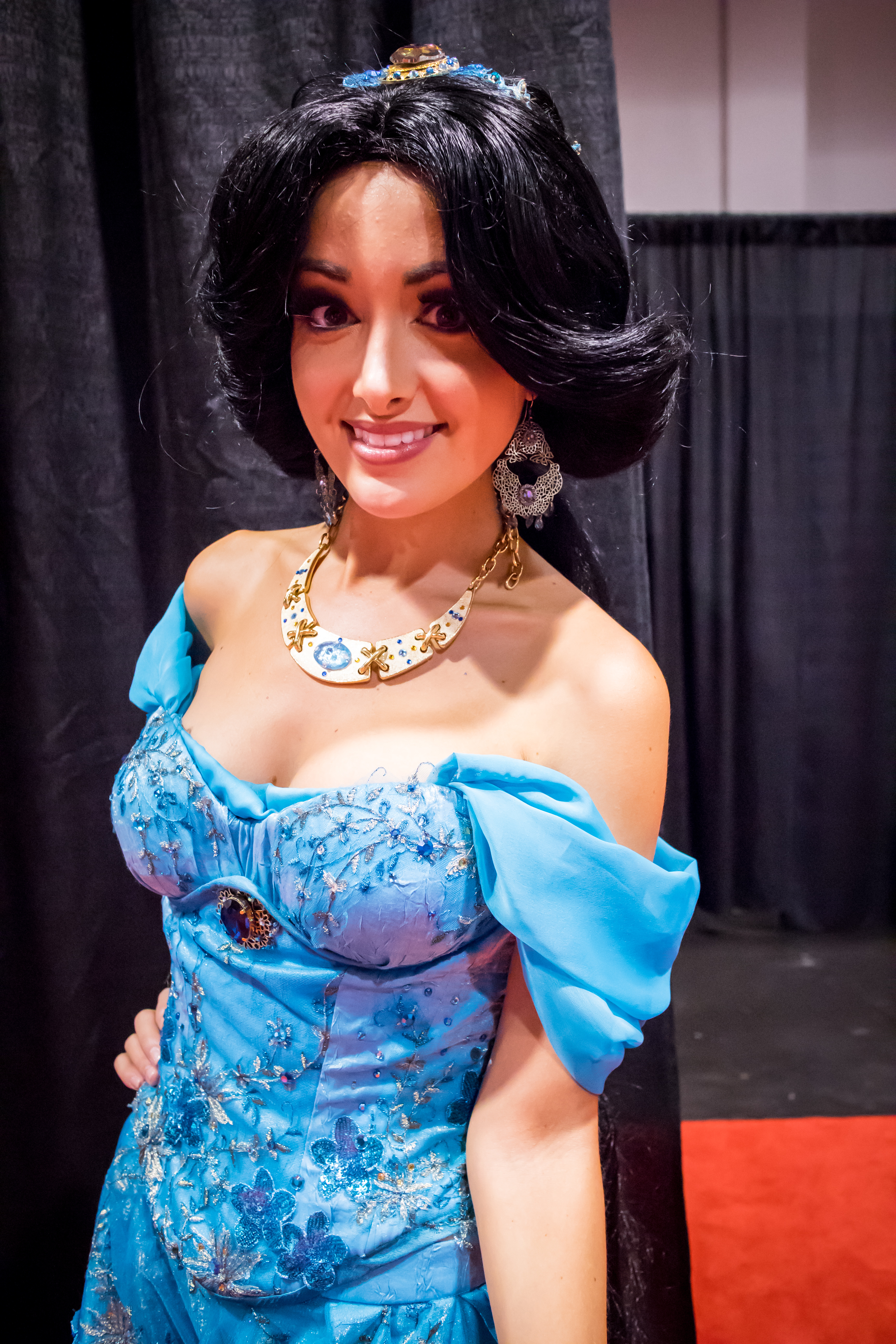
Косплей принцессы Жасмин на выставке «Экспо-2015»

## Другие появления
Жасмин имеет небольшую роль в мультсериале «Мышиный дом». Она также появляется в качестве одного из персонажей в эпизоде-кроссовере, в мультсериале «Геркулес».
Принцесса появляется в компьютерных играх по мотивам мультфильмов «Disney’s Aladdin (Capcom)», «Disney’s Aladdin (Virgin Interactive)», «Disney’s Aladdin in Nasira’s Revenge», «Aladdin’s Magic Carpet Racing», «Aladdin’s Chess Adventures».
Kingdom Hearts
Жасмин также появляется в серии игр «Kingdom Hearts», как одна из принцесс Сердец. В первой игре серии, она появляется как одна из захваченных колдуньей Малефисентой, Принцесс Сердец.
Принцесса Жасмин появляется в развлекательных парках Дисней, как персонаж аттракционов, так и в исполнении артистов. Она участвует в 3D-шоу Philharmagic Микки в Диснейуорлд, Magic Kingdom и Диснейленде в Гонконге. Жасмин, вместе с Аладдином, Джинни, Абу и ковром-самолётом имеет небольшую роль в аттракционе Small World (Диснейленд в Гонконге).
Жасмин является официальным членом линии «Диснеевские принцессы», известной франшизы, направленной на девочек. Франчайзинг охватывает широкий спектр товаров, в том числе журналы, музыкальные альбомы, игрушки, компьютерные игры, одежда, канцелярские принадлежности и многое другое.